# GVT TV
A GVT TV foi uma operadora de televisão por assinatura via satélite brasileira subsidiária da Global Village Telecom, onde sua transmissão de sinal era feita de forma híbrida pelos sistemas IPTV e DTH (Direct to Home) por Banda Ku. Foi fundada em 16 de setembro de 2011 em versão ainda de testes. Além disso, a GVT TV foi criada com intuito de brigar pela liderança do mercado de TV paga com grandes operadoras do Brasil como a Sky Brasil e Claro TV, ambas com a mesma tecnologia utilizada.
A GVT TV se destacou por ser a primeira a disponibilizar canais HDTV em todos os seus pacotes e fornecer conteúdos interativos como Acesso à Redes Sociais (Facebook, Twitter e Instagram), previsão do tempo e muito mais, diretamente de seu aparelho decodificador.
Em dezembro de 2012, se consolidou como a quinta maior operadora de TV por assinatura do mercado, sendo também a operadora que mais cresceu sua base de assinantes durante o ano, chegando a quase quadruplicar sua base.
Em março de 2013, lançou seu serviço de BACKUPTV. Através do BACKUPTV, é possível continuar assistindo a programação, mesmo se houver uma falha de recepção do sinal de satélite, devido a um mau tempo. Com o propósito de oferecer uma melhor experiência para os clientes, a operadora criou uma espécie de contingência quando o satélite para de funcionar tirando proveito da rede de Internet.
Em agosto de 2013, junto com o início das operações na cidade de São Paulo, foram lançadas duas novas modalidades de seu serviço de TV por assinatura, o IPTV e o DTH.
Com isso a operadora passou a oferecer três modos de TV por assinatura: IPTV, para clientes que contratarem o serviço de internet por fibra ótica. Híbrido (DTH + IPTV), para clientes que contratarem o serviço de internet por cabos metálicos (ADSL/VDSL) e DTH, para clientes que contratarem somente o serviço de TV por assinatura.
Em outubro de 2014, a empresa foi adquirida pela espanhola Telefónica, dona da Vivo por R$ 21,9 bilhões. A fusão da empresa foi aprovada pela Anatel em janeiro de 2015 e pelo CADE em fevereiro do mesmo ano, porém, com restrições.
Em 12 de junho de 2015, foi anunciado que a GVT TV foi adquirida pela Telefónica e passa a usar a marca Vivo TV.
Em 15 de abril de 2016, passou oficialmente a se chamar Vivo TV.